# Olekszandr Olekszandrovics Dolhopolov
Olekszandr Olekszandrovics Dolhopolov (ukránul: Олександр Олександрович Долгополов; Kijev, 1988. november 7. –) ukrán hivatásos  teniszező. 2006-ban kezdett el profiként játszani. Eddigi két egyéni tornagyőzelmét 2011-ben Umagban, illetve 2012-ben Washingtonban szerezte. 2011-ben vett részt karrierje első Grand Slam-tornáján, az Australian Openen, ahol egészen a negyeddöntőig jutott. Az egyéni világranglistán a legjobb helyezése a tizenharmadik volt, amelyet 2012 januárjában ért el.

## ATP-döntői

### Egyéni

#### Győzelmei (2)
| Összesítés                                            | Összesítés |
| ----------------------------------------------------- | ---------- |
| Grand Slam-torna                                      | (0)        |
| ATP World Tour Masters 1000 / ATP Masters Series      | (0)        |
| ATP World Tour 500 Series / International Series Gold | (1)        |
| ATP World Tour 250 Series / International Series      | (1)        |
| ATP World Tour Finals / Tennis Masters Cup            | (0)        |

|    | Dátum              | Torna                   | Borítás | Ellenfél a döntőben | Eredmény a döntőben | Eredmény a döntőben |
| 1. | 2011. július 31.   | Croatia Open Umag, Umag | Salak   | Marin Čilić         | 6–4, 3–6, 6–3       |                     |
| 2. | 2012. augusztus 5. | Citi Open, Washington   | Kemény  | Tommy Haas          | 6–7(7), 6–4, 6–1    | (részletek)         |

#### Elveszített döntői (2)
|    | Dátum             | Torna                            | Borítás | Ellenfél a döntőben | Eredmény a döntőben |
| 1. | 2011. február 12. | Brasil Open, Costa do Sauipe     | Salak   | Nicolás Almagro     | 3–6, 6–7(3)         |
| 2. | 2012. január 8.   | Brisbane International, Brisbane | Kemény  | Andy Murray         | 1–6, 3–6            |

### Páros

#### Győzelmei (1)
| Összesítés                                            | Összesítés |
| ----------------------------------------------------- | ---------- |
| Grand Slam-torna                                      | (0)        |
| ATP World Tour Masters 1000 / ATP Masters Series      | (1)        |
| ATP World Tour 500 Series / International Series Gold | (0)        |
| ATP World Tour 250 Series / International Series      | (0)        |
| ATP World Tour Finals / Tennis Masters Cup            | (0)        |

|    | Dátum             | Torna            | Borítás | Partner        | Ellenfelek a döntőben            | Eredmény a döntőben |
| 1. | 2011. március 20. | BNP Paribas Open | Kemény  | Xavier Malisse | Roger Federer Stanislas Wawrinka | 6–4, 6–7(5), [10–7] |

## Eredményei Grand Slam-tornákon

### Egyéni
| Grand Slam | Australian Open | Australian Open | Roland Garros | Roland Garros        | Wimbledon | Wimbledon                   | US Open  | US Open            |
| Év         | Eredmény        | Utolsó ellenfél | Eredmény      | Utolsó ellenfél      | Eredmény  | Utolsó ellenfél             | Eredmény | Utolsó ellenfél    |
| 2011       | Negyeddöntő     | Andy Murray     | 3. kör        | Viktor Troicki       | 1. kör    | Fernando González Ciuffardi | 4. kör   | Novak Đoković      |
| 2012       | 3. kör          | Bernard Tomic   | 1. kör        | Szerhij Sztahovszkij | 2. kör    | Benoît Paire                | 3. kör   | Stanislas Wawrinka |

## Év végi világranglista-helyezései
| Év       | 2006 | 2007 | 2008 | 2009 | 2010 | 2011 |
| Helyezés | 269. | 226. | 309. | 131. | 48.  | 15.  |